# Vilsnice
Vilsnice (německy Willsdorf) jsou vesnice a XII. část statutárního města Děčína. Nachází se asi tři kilometry jihozápadně od Děčína. Prochází tudy železniční trať Praha – Ústí nad Labem – Děčín. Děčín XII-Vilsnice leží v katastrálním území Vilsnice o rozloze 3,34 km². V katastrálním území Vilsnice leží i Děčín XXV-Chmelnice.

## Historie
První písemná zmínka o vesnici pochází z roku 1543.

## Obyvatelstvo
Při sčítání lidu v roce 1921 ve vsi žilo 424 obyvatel (z toho 207 mužů), z nichž bylo třináct Čechoslováků, 396 Němců, dva příslušníci jiné národnosti a třináct cizinců. Kromě dvanácti evangelíků, čtyř členů nezjišťovaných církví a čtyř lidí bez vyznání byli římskými katolíky. Podle sčítání lidu z roku 1930 měla vesnice 474 obyvatel: 54 Čechoslováků, 409 Němců a jedenáct cizinců. Stále převažovali římští katolíci (396 osob), 49 lidí bylo bez vyznání, šestnáct patřilo k evangelickým církvím, desek k církvi československé a tři k izraelské.
|                                                        | 1869 | 1880 | 1890 | 1900 | 1910 | 1921 | 1930 | 1950 | 1961 | 1970 | 1980 | 1991 | 2001 | 2011 |
| ------------------------------------------------------ | ---- | ---- | ---- | ---- | ---- | ---- | ---- | ---- | ---- | ---- | ---- | ---- | ---- | ---- |
| Obyvatelé                                              | 146  | 282  | 282  | 294  | 464  | 424  | 474  | 405  | 411  | 470  | 363  | 313  | 288  | 286  |
| Domy                                                   | 21   | 31   | 32   | 35   | 49   | 54   | 62   | 79   | 137  | 76   | 74   | 85   | 76   | 89   |
| Data z roku 1961 zahrnují domy místní části Chmelnice. |      |      |      |      |      |      |      |      |      |      |      |      |      |      |

## Další fotografie

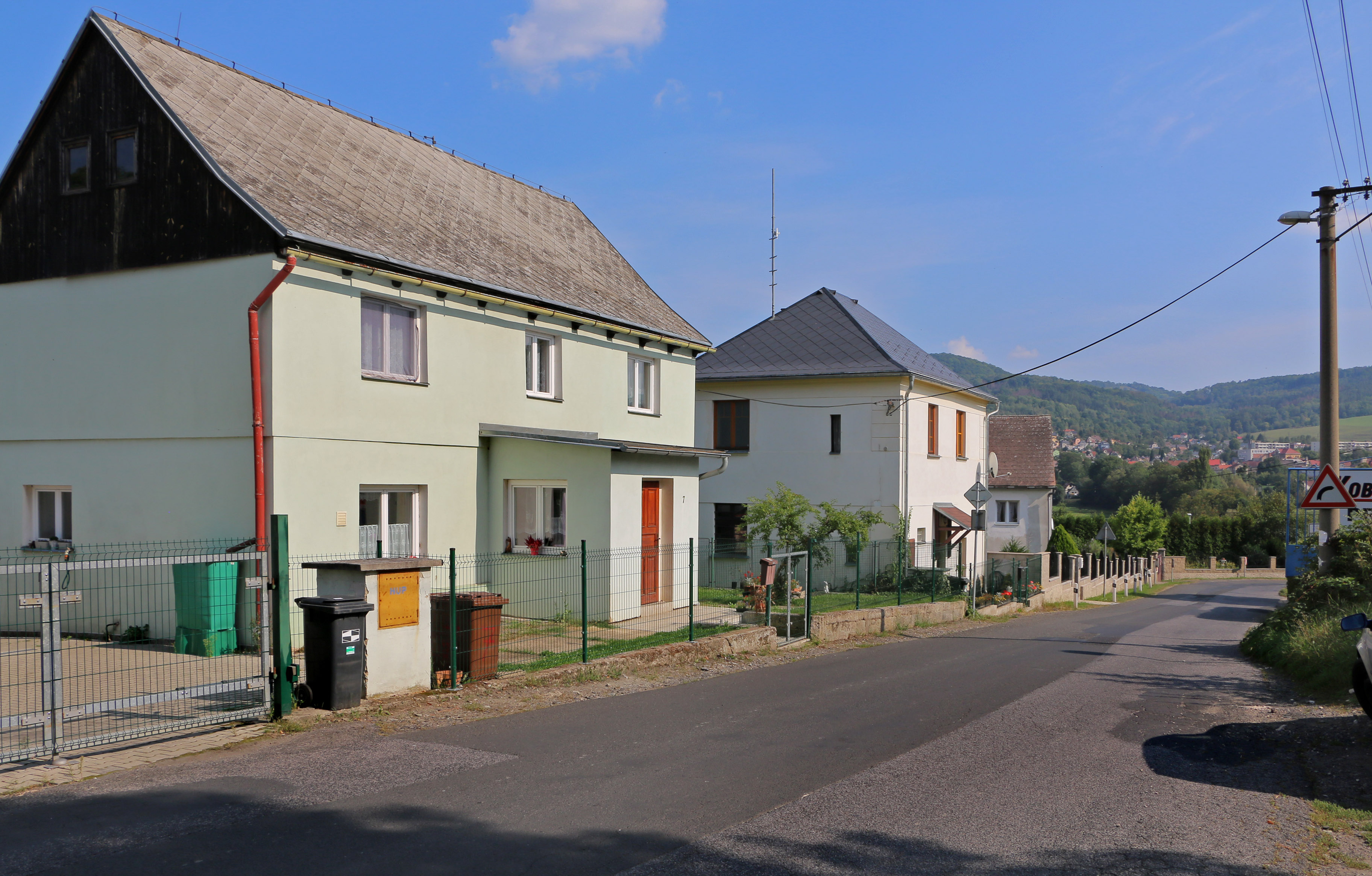
Severní část Vilsnice
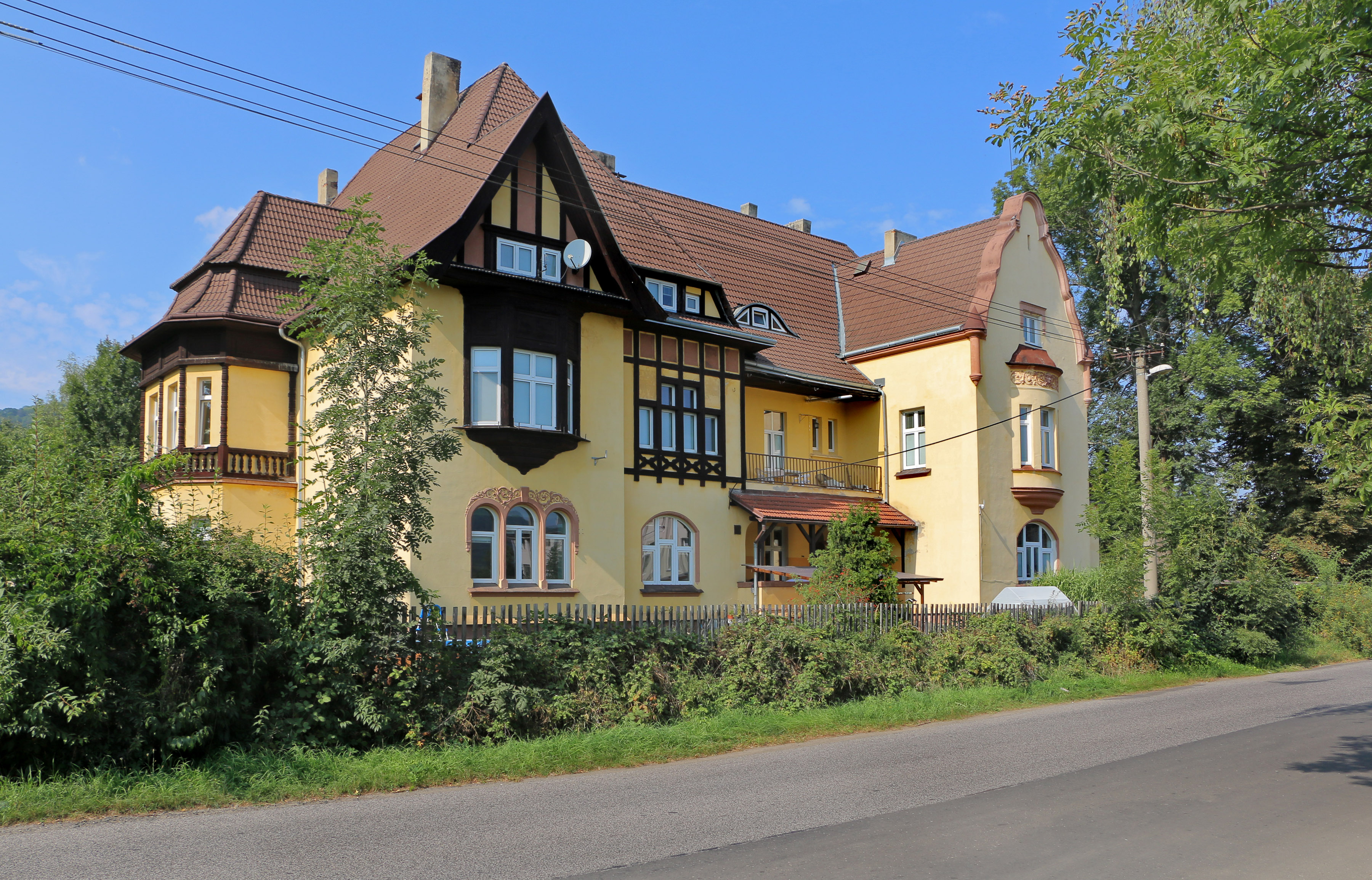
Pošta
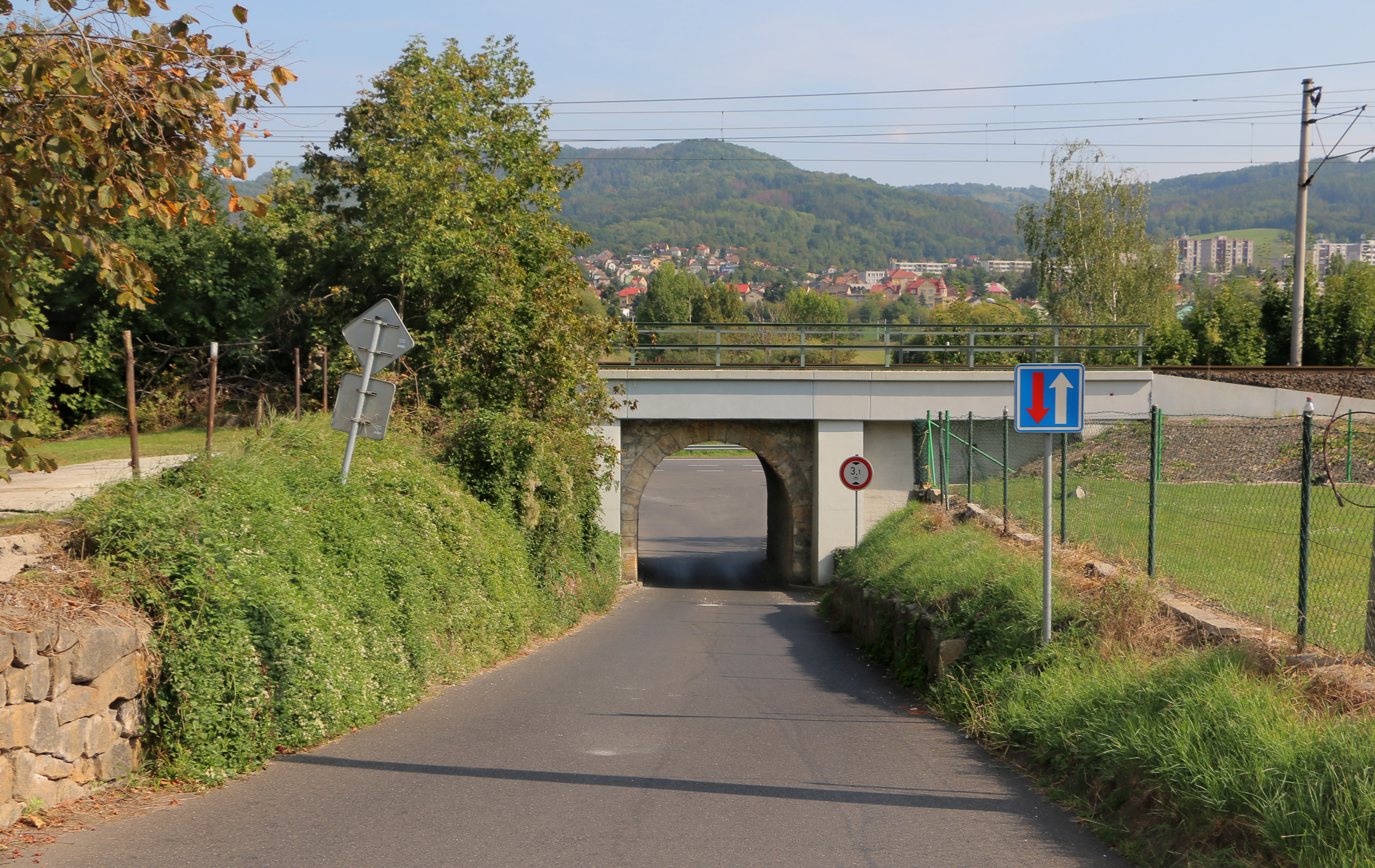
Podjezd pod tratí Praha–Děčín
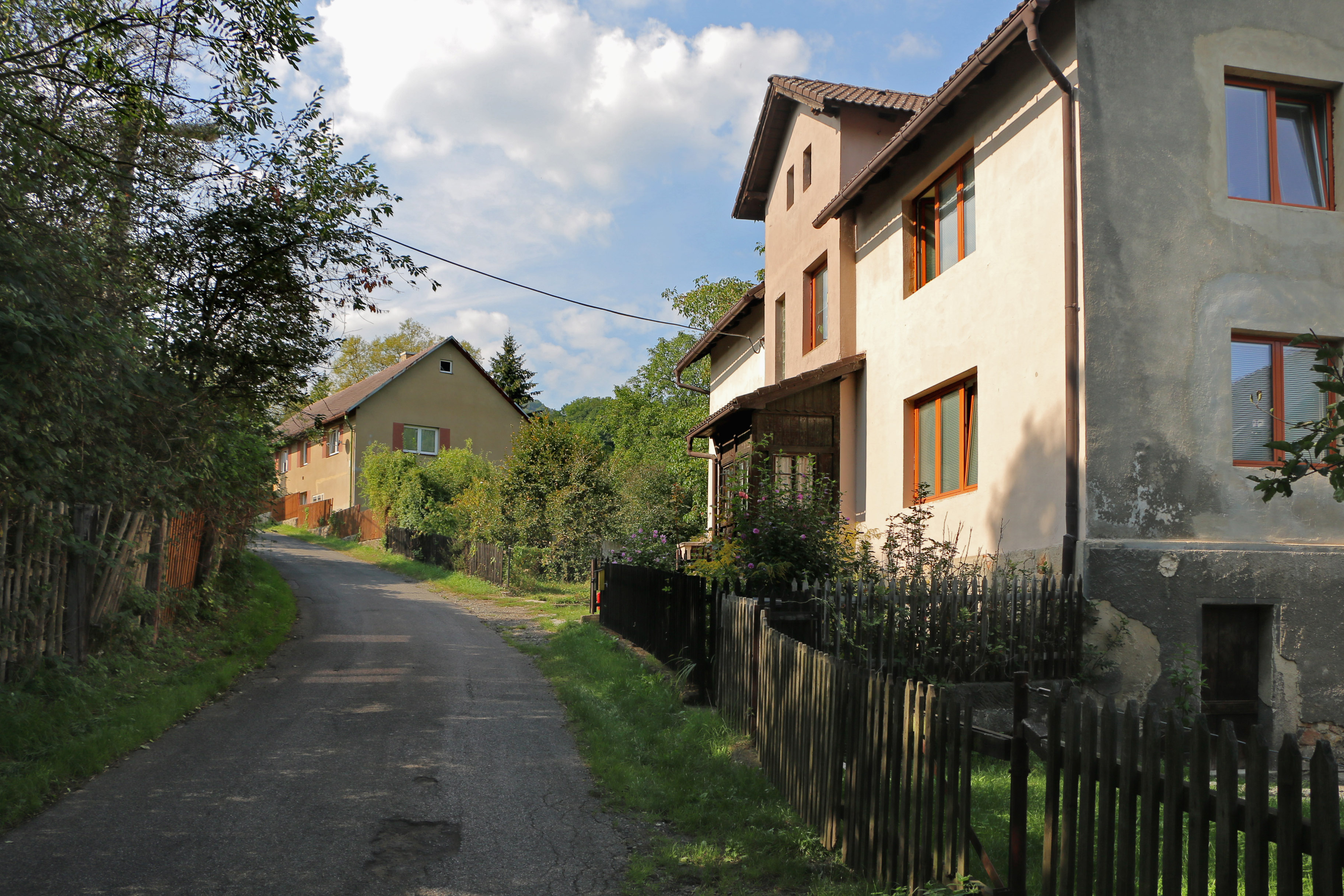
Chmelnická ulice
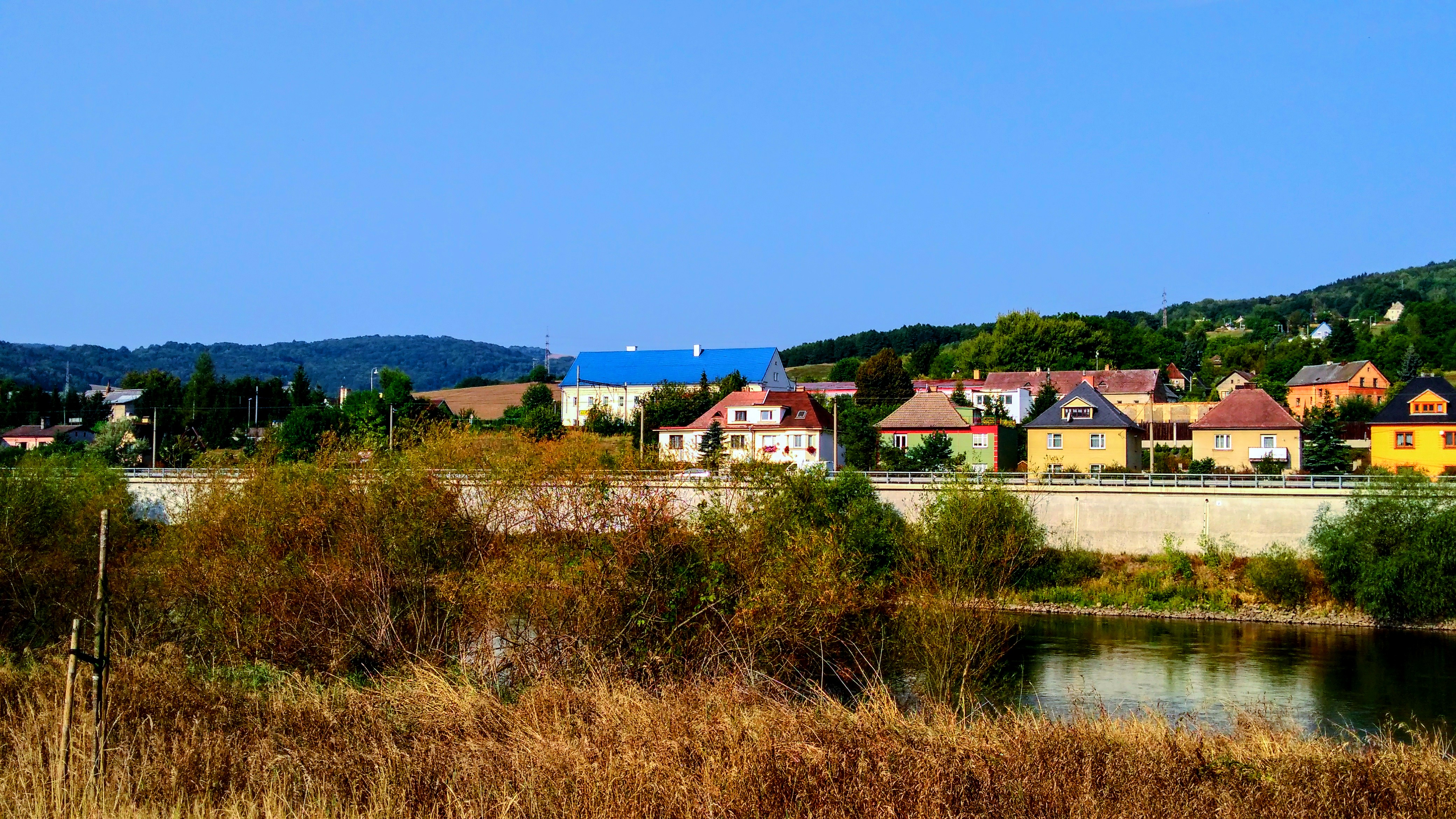
Pohled přes Labe